# Contigo donde estés
Contigo donde estés'" es el primer DVD de la cantante Chenoa. Grabado el 16 de septiembre de 2006 en el Coliseo Balear delante de más de 10 000 personas.
El álbum alcanzó el DVD de oro al vender más de 10 000 unidades en sólo 3 semanas. En agosto de 2009 la discográfica volvió a distribuir el DVD por las tiendas de discos y Contigo donde estés reentró 3 años después de su lanzamiento en la lista publicada por Promusicae de los 20 DVD más vendidos en España.

## Ventas
Lista Top 20 España
| Editor del top 20 | Pos.max. | Semanas en top 20 | Certificación | Ventas   |
| ----------------- | -------- | ----------------- | ------------- | -------- |
| Promusicae        | 6        | 7                 | Oro           | 10 000+. |

## Componentes delCD-DVD
Se compone de:
- DVD con el concierto íntegro en el coliseo balear.
- CD con la grabación de los temas más destacados del concierto
- Documental del tour Nada es igual 2006 de Chenoa
- Galería de imágentes del concierto.

## CancionesDVD
1. "Intro"
2. "Nada Es Igual"
3. "Tengo Para Ti"
4. "Siete Pétalos"
5. "En Otro Cielo"
6. "Te Encontré"
7. "Me Enamoro Del Dolor"
8. "Camina"
9. "Dame"
10. "El Centro De Mi Amor"
11. "Desnuda Frente A Ti"
12. "Yo Te Daré"
13. "Soy Lo Que Me Das"
14. "Medley"
15. "Sol, Noche y Luna"
16. "Contigo Y Sin Ti"
17. "Atrévete"
18. "Jam Band’06"
19. "Cuando Tú Vas"
20. "Ladrón De Corazones"
21. "Encadenada A Ti"
22. "Donde Estés…"
23. "En Tu Cruz Me Clavaste"
24. "Rutinas"

## CancionesCD
1. "Intro"
2. "Nada Es Igual"
3. "Siete Pétalos"
4. "En Otro Cielo"
5. "Te Encontré"
6. "Me Enamoro Del Dolor"
7. "Camina"
8. "Dame"
9. "El Centro De Mi Amor"
10. "Desnuda Frente A Ti"
11. "Soy Lo Que Me Das"
12. "Sol, Noche y Luna"
13. "Contigo Y Sin Ti"
14. "Atrévete"
15. "Cuando Tú Vas"
16. "Ladrón De Corazones"
17. "Encadenada A Ti"
18. "Donde Estés…"
19. "En Tu Cruz Me Clavaste"
20. "Rutinas"

## Información adicional
- Microsite del CD-DVD